# A Csillag Patrik műsora epizódjainak listája
Ez a szócikk a Csillag Patrik műsora című sorozat epizódjait listázza.
A Csillag Patrik műsora (eredeti cím: The Patrick Star Show) 2021-ben bemutatott amerikai animációs vígjátéksorozat, amelyet Luke Brookshier, Marc Ceccarelli, Andrew Goodman, Kaz, Mr. Lawrence és  Vincent Waller készítettek. A SpongyaBob Kockanadrág második spin-offja. A történet Csillag Patrik és a családja köré épül. A sorozatot Amerikában 2021. július 9-én, míg Magyarországon 2022. május 13-án a Nickelodeon és a Nicktoons mutatta be.

## Évados áttekintés
| Évad | Évad | Epizódok | Eredeti sugárzás  | Eredeti sugárzás   | Magyar premier a -on | Magyar premier a -on | Magyar premier a -on | Magyar premier a -on |
| Évad | Évad | Epizódok | Évadpremier       | Évadfinálé         | Évadpremier          | Évadfinálé           | Évadpremier          | Évadfinálé           |
| ---- | ---- | -------- | ----------------- | ------------------ | -------------------- | -------------------- | -------------------- | -------------------- |
|      | 1    | 26 (50)  | 2021. július 9.   | 2023. július 25.   | 2022. május 13.      | 2023. november 17.   | 2022. május 13.      | 2024. január 19.     |
|      | 2    | 13 (26)  | 2023. július 26.  | 2024. július 25.   | 2024. március 11.    | 2024. október 2.     | 2024. május 13.      | 2025. január 31.     |
|      | 3    | 13 (23)  | 2024. július 29.  | 2024. december 24. | 2024. október 3.     | TBA                  | 2025. február 10.    | 2025. június 6.      |
|      | 4    | 13 (?)   | 2025. március 21. | TBA                | 2025. június 30.     | TBA                  | 2025. szeptember 22. | TBA                  |

## Epizódok

### Rövid epizódok
| #  | Eredeti cím     | Magyar cím | Eredeti premier   | Magyar premier    | Gyártási kód |
| -- | --------------- | ---------- | ----------------- | ----------------- | ------------ |
| 1. | Ghost           | TBA        | 2021. október 15. | Nem került adásba | 110          |
| 1. | Pumpkin Carving | TBA        | 2021. október 15. | Nem került adásba | 110          |

### 1. évad (2021-2023)
| #           | #            | Eredeti cím                        | Magyar cím                  | Rendező                                                   | Író                                                | Eredeti premier     | Magyar premier     | Magyar premier       |                    |      |                                  |     |                 |                 |                 |
| ----------- | ------------ | ---------------------------------- | --------------------------- | --------------------------------------------------------- | -------------------------------------------------- | ------------------- | ------------------ | -------------------- | ------------------ | ---- | -------------------------------- | --- | --------------- | --------------- | --------------- |
| #           | #            | Eredeti cím                        | Magyar cím                  | Rendező                                                   | Író                                                | Eredeti premier     | 1.                 | 1.                   | Late for Breakfast | Kaja | Kenny Pittenger, Dave Cunningham | Kaz | 2021. július 9. | 2022. május 13. | 2022. május 13. |
| Bummer Jobs | Álláskeresők | Fred Osmond, Sherm Cohen           | Luke Brookshier             |                                                           |                                                    |                     | 1.                 | 1.                   |                    |      |                                  |     | 2021. július 9. | 2022. május 13. | 2022. május 13. |
| 2.          | 2.           | Stair Wars                         | Csillagok háborúja          | Piero Piluso, Jeff DeGrandis                              | Mr. Lawrence                                       | 2021. július 23.    | 2022. május 20.    | 2022. május 20.      |                    |      |                                  |     |                 |                 |                 |
| 2.          | 2.           | Enemies à la Mode                  | Egy házban az ellenséggel   | Brian Morante és Mike Dougherty, Dave Cunningham          | Andrew Goodman                                     | 2021. július 23.    | 2022. május 20.    | 2022. május 20.      |                    |      |                                  |     |                 |                 |                 |
| 3.          | 3.           | Pat-a-thon                         | Pat-a-thon                  | Fred Osmond, Jeff DeGrandis                               | Kaz                                                | 2021. július 16.    | 2022. május 18.    | 2022. május 18.      |                    |      |                                  |     |                 |                 |                 |
| 3.          | 3.           | Lost in Couch                      | A kanapé mélyén             | Ryan Kramer, Sherm Cohen                                  | Andrew Goodman                                     | 2021. július 16.    | 2022. május 17.    | 2022. május 17.      |                    |      |                                  |     |                 |                 |                 |
| 4.          | 4.           | The Yard Sale                      | Garázsvásár                 | Piero Piluso, Dave Cunningham                             | Mr. Lawrence                                       | 2021. november 19.  | 2022. május 23.    | 2022. május 23.      |                    |      |                                  |     |                 |                 |                 |
| 5.          | 5.           | Squidina's Little Helper           | Szépia kis segédje          | Fred Osmond, Jeff DeGrandis                               | Andrew Goodman                                     | 2021. augusztus 6.  | 2022. május 19.    | 2022. május 19.      |                    |      |                                  |     |                 |                 |                 |
| 5.          | 5.           | I Smell a Pat                      | Valami bűzlik Bikinifenéken | Zeus Cervas, Dave Cunningham                              | Luke Brookshier                                    | 2021. augusztus 13. | 2022. május 24.    | 2022. május 24.      |                    |      |                                  |     |                 |                 |                 |
| 6.          | 6.           | Gas Station Vacation               | Benzinkúti vakáció          | David Gemmill, Sherm Cohen                                | Mr. Lawrence                                       | 2021. október 29.   | 2022. május 25.    | 2022. május 25.      |                    |      |                                  |     |                 |                 |                 |
| 6.          | 6.           | Bunny the Barbarian                | Anyuszi, a barbár           | Brian Morante, Jeff DeGrandis                             | Kaz                                                | 2021. november 5.   | 2022. május 26.    | 2022. május 26.      |                    |      |                                  |     |                 |                 |                 |
| 7.          | 7.           | The Haunting of Star House         | A Csillag ház kísértete     | Brian Morante, Sherm Cohen                                | Mr. Lawrence                                       | 2021. július 30.    | 2022. május 27.    | 2022. május 27.      |                    |      |                                  |     |                 |                 |                 |
| 7.          | 7.           | Who's a Big Boy                    | Ki a nagyfiú?               | Fred Osmond és Sherm Cohen                                | Mr. Lawrence                                       | 2022. március 4.    | 2022. május 27.    | 2022. május 27.      |                    |      |                                  |     |                 |                 |                 |
| 8.          | 8.           | Terror at 20,000 Leagues           | Rémálom Bikinifenéken       | Brian Morante, Dave Cunningham és Jeff DeGrandis          | Andrew Goodman                                     | 2021. október 22.   | 2022. október 30.  | 2022. október 30.    |                    |      |                                  |     |                 |                 |                 |
| 9.          | 9.           | To Dad and Back                    | A vérében van               | Piero Piluso és Sherm Cohen                               | Kaz                                                | 2022. március 18.   | 2022. június 14.   | 2022. június 6.      |                    |      |                                  |     |                 |                 |                 |
| 9.          | 9.           | Survivoring                        | Túlélősdi                   | Zeus Cervas és Jeff DeGrandis                             | Andrew Goodman                                     | 2022. március 25.   | 2022. június 13.   | 2022. június 7.      |                    |      |                                  |     |                 |                 |                 |
| 10.         | 10.          | Just in Time for Christmas         | Karácsonyi bevásárlás       | Fred Osmond és Dave Cunningham                            | Mr. Lawrence                                       | 2021. december 3.   | 2022. december 21. | 2022. december 17.   |                    |      |                                  |     |                 |                 |                 |
| 10.         | 10.          | Klopnodian Heritage Festival       | Családi hagyományok         | Kenny Pittenger és Sherm Cohen                            | Kaz                                                | 2022. március 11.   | 2022. december 21. | 2022. július 2.      |                    |      |                                  |     |                 |                 |                 |
| 11.         | 11.          | X Marks the Pot                    | Rájadög búvóhelye           | Fred Osmond és Dave Cunningham                            | Luke Brookshier                                    | 2022. április 1.    | 2022. június 16.   | 2022. június 8.      |                    |      |                                  |     |                 |                 |                 |
| 11.         | 11.          | Patrick's Alley                    | Patrik gyermekmegőrzője     | Zeus Cervas és Jeff DeGrandis                             | Luke Brookshier                                    | 2022. április 8.    | 2022. június 15.   | 2022. június 9.      |                    |      |                                  |     |                 |                 |                 |
| 12.         | 12.          | Pearl Wants to Be a Star           | Pearl, a tévésztár          | Zeus Cervas és Sherm Cohen                                | Andrew Goodman                                     | 2022. április 15.   | 2022. június 17.   | 2022. június 10.     |                    |      |                                  |     |                 |                 |                 |
| 12.         | 12.          | Super Sitters                      | Szuperhős bölcsőde          | Kenny Pittenger és Jeff DeGrandis                         | Kaz                                                | 2023. április 10.   | 2022. június 20.   | 2022. június 13.     |                    |      |                                  |     |                 |                 |                 |
| 13.         | 13.          | Nitwit Neighborhood News           | Tökkelütött tudósítás       | Zeus Cervas és Sherm Cohen                                | Luke Brookshier                                    | 2022. július 22.    | 2022. június 21.   | 2022. június 14.     |                    |      |                                  |     |                 |                 |                 |
| 13.         | 13.          | The Patrick Show Midseason Finale  | Csillag Patrik gálája       | Fred Osmond és Dave Cunningham                            | Mr. Lawrence                                       | 2022. július 22.    | 2022. június 22.   | 2022. június 15.     |                    |      |                                  |     |                 |                 |                 |
| 14.         | 14.          | Shrinking Stars                    | Kiscsillag                  | Ian Vazquez és Fred Osmond                                | Mr. Lawrence                                       | 2023. január 13.    | 2023. május 21.    | 2023. október 15.    |                    |      |                                  |     |                 |                 |                 |
| 14.         | 14.          | FitzPatrick                        | FitzPatrik                  | Fred Osmond és Sherm Cohen                                | Andrew Goodman                                     | 2023. április 11.   | 2023. május 29.    | 2023. szeptember 18. |                    |      |                                  |     |                 |                 |                 |
| 15.         | 15.          | The Uncredible Journey             | Hihetetlen utazás           | Dan Becker és Ian Vazquez                                 | Mr. Lawrence                                       | 2023. február 10.   | 2023. május 31.    | 2023. szeptember 19. |                    |      |                                  |     |                 |                 |                 |
| 15.         | 15.          | Host-a-Palooza                     | Helyettesítés               | Zeus Cervas és Dave Cunningham                            | Kaz                                                | 2023. február 17.   | 2023. május 30.    | 2023. szeptember 19. |                    |      |                                  |     |                 |                 |                 |
| 16.         | 16.          | Backpay Payback                    | Pénzbehajtók                | Fred Osmond és Sherm Cohen                                | Mr. Lawrence                                       | 2023. február 24.   | 2023. június 1.    | 2023. szeptember 20. |                    |      |                                  |     |                 |                 |                 |
| 16.         | 16.          | House Hunting                      | Házvadászat                 | Dan Becker és Ian Vazquez                                 | Luke Brookshier                                    | 2023. március 3.    | 2023. június 2.    | 2023. szeptember 21. |                    |      |                                  |     |                 |                 |                 |
| 17.         | 17.          | The Drooling Fool                  | A nyáladzó őrült            | Eddie Trigueros és Dave Cunningham                        | Danny Giovannini                                   | 2023. április 12.   | 2023. június 5.    | 2023. szeptember 22. |                    |      |                                  |     |                 |                 |                 |
| 17.         | 17.          | Patrick's Got an Alien Zoo Loose   | Patrik állati állatkertje   | Zeus Cervas és Sherm Cohen                                | Kaz                                                | 2023. április 13.   | 2023. június 6.    | 2023. szeptember 25. |                    |      |                                  |     |                 |                 |                 |
| 18.         | 18.          | The Patterfly Effect               | A Patrik hatás              | Andy Gonsalves és Brett Varon                             | Dylan Bozic, Jacob Fleisher és Andy Gonsalves      | 2023. április 17.   | 2023. június 7.    | 2023. szeptember 26. |                    |      |                                  |     |                 |                 |                 |
| 18.         | 18.          | A Space Affair to Remember         | A legfurább űrlények        | Gabe Del Valle, Maxwell Atoms és Bob Camp                 | Kaz, Gabe Del Valle és Mike Pelensky               | 2023. április 18.   | 2023. június 7.    | 2023. szeptember 27. |                    |      |                                  |     |                 |                 |                 |
| 19.         | 19.          | Home Ecch                          | Háztartástan                | Nora Meek, Brett Varon                                    | Jacob Fleisher, Zoë Moss és Nora Meek              | 2023. április 19.   | 2023. június 8.    | 2023. szeptember 28. |                    |      |                                  |     |                 |                 |                 |
| 19.         | 19.          | Fun and Done                       | Buli                        | Allen Zhang, Maxwell Atoms és Bob Camp                    | Kaz, Charlie Jackson és Allen Zhang                | 2023. április 20.   | 2023. június 8.    | 2023. szeptember 28. |                    |      |                                  |     |                 |                 |                 |
| 20.         | 20.          | The Lil' Patscals                  | A hínár horda               | Andy Gonsalves, Brett Varon                               | Jacob Fleisher és Andy Gonsalves                   | 2023. április 24.   | 2023. június 9.    | 2023. szeptember 29. |                    |      |                                  |     |                 |                 |                 |
| 20.         | 20.          | The Pre-Historic Patrick Star Show | Csillag Patrik ősműsora     | Mike Pelensky, Maxwell Atoms, Bob Camp és Tim Prendergast | Kaz, Gabe Del Valle és Mike Pelensky               | 2023. április 25.   | 2023. június 9.    | 2023. szeptember 29. |                    |      |                                  |     |                 |                 |                 |
| 21.         | 21.          | The Patrick Show Sells Out         | Szponzorharc                | Nora Meek, Brett Varon                                    | Jacob Fleisher, Zoë Moss és Nora Meek              | 2023. április 26.   | 2023. november 6.  | 2024. január 8.      |                    |      |                                  |     |                 |                 |                 |
| 21.         | 21.          | Neptune's Ball                     | Neptunusz királyi bálja     | Allen Zhang, Bob Camp és Tim Prendergast                  | Kaz, Charlie Jackson és Allen Zhang                | 2023. április 27.   | 2023. november 6.  | 2024. január 8.      |                    |      |                                  |     |                 |                 |                 |
| 22.         | 22.          | Dad's Stache Stash                 | A családi bajusztár         | Miggs Perez, Brett Varon                                  | Jacob Fleisher, Andy Gonsalves és Miggs Perez      | 2023. május 1.      | 2023. november 7.  | 2024. január 9.      |                    |      |                                  |     |                 |                 |                 |
| 22.         | 22.          | A Root Galoot                      | Mandragóré                  | Mike Pelensky, Bob Camp és Tim Prendergast                | Kaz, Gabe Del Valle és Mike Pelensky               | 2023. május 2.      | 2023. november 7.  | 2024. január 9.      |                    |      |                                  |     |                 |                 |                 |
| 23.         | 23.          | The Starry Awards                  | A Csillag-díj               | Nora Meek, Brett Varon                                    | Dave Tennant, Zoë Moss és Nora Meek                | 2023. május 3.      | 2023. november 8.  | 2024. január 10.     |                    |      |                                  |     |                 |                 |                 |
| 23.         | 23.          | Blorpsgiving                       | Olajadás                    | Stephen Herczeg, Bob Camp és Tim Prendergast              | Jacob Fleisher, Charlie Jackson és Stephen Herczeg | 2023. május 4.      | 2023. november 9.  | 2024. január 11.     |                    |      |                                  |     |                 |                 |                 |
| 24.         | 24.          | Stuntin'                           | Nagy kunszt                 | Miggs Perez és Brett Varon                                | Dave Tennant és Miggs Perez                        | 2023. július 3.     | 2023. november 10. | 2024. január 12.     |                    |      |                                  |     |                 |                 |                 |
| 24.         | 24.          | Olly Olly Organ Free               | Külsőségek és belsőségek    | Mike Pelensky, Bob Camp és Tim Prendergast                | Jacob Fleisher, Gabe Del Valle és Mike Pelensky    | 2023. július 4.     | 2023. november 13. | 2024. január 15.     |                    |      |                                  |     |                 |                 |                 |
| 25.         | 25.          | Which Witch is Which               | A bosszantó boszi           | Nora Meek és Brett Varon                                  | Dave Tennant, Zoë Moss és Nora Meek                | 2023. július 5.     | 2023. november 14. | 2024. január 16.     |                    |      |                                  |     |                 |                 |                 |
| 25.         | 25.          | Get Off My Lawnie                  | A Tintás nagyi show         | Stephen Herczeg, Bob Camp és Tim Prendergast              | Jacob Fleisher, Charlie Jackson és Stephen Herczeg | 2023. július 6.     | 2023. november 15. | 2024. január 17.     |                    |      |                                  |     |                 |                 |                 |
| 26.         | 26.          | Bubble Bass Reviews                | Bubisügér jelenti           | Miggs Perez és Brett Varon                                | Dave Tennant, Andy Gonsalves és Miggs Perez        | 2023. július 24.    | 2023. november 16. | 2024. január 18.     |                    |      |                                  |     |                 |                 |                 |
| 26.         | 26.          | Patrick's Prison Pals              | Patrik böris barátai        | Gabe Del Valle és Mike Pelensky                           | Jacob Fleisher, Gabe Del Valle és Mike Pelensky    | 2023. július 25.    | 2023. november 17. | 2024. január 19.     |                    |      |                                  |     |                 |                 |                 |

### 2. évad (2023-2024)
| #              | #                | Eredeti cím                       | Magyar cím                                         | Rendező                                                                  | Író                                                   | Eredeti premier    | Magyar premier       | Magyar premier     |                            |                      |                             |                                     |                  |                   |                 |
| -------------- | ---------------- | --------------------------------- | -------------------------------------------------- | ------------------------------------------------------------------------ | ----------------------------------------------------- | ------------------ | -------------------- | ------------------ | -------------------------- | -------------------- | --------------------------- | ----------------------------------- | ---------------- | ----------------- | --------------- |
| #              | #                | Eredeti cím                       | Magyar cím                                         | Rendező                                                                  | Író                                                   | Eredeti premier    | 27.                  | 1.                 | The Patrick Show Cashes In | A Patrick Show tarol | Nora Meek és Tim Prendergas | Dave Tennant, Zoë Moss és Nora Meek | 2023. július 26. | 2024. március 11. | 2024. május 13. |
| The Star Games | A Csillagjátékok | Stephen Herczeg és Brett Varon    | Jacob Fleisher, Charlie Jackson és Stephen Herczeg | 2023. július 27.                                                         | 2024. március 12.                                     | 2024. május 14.    | 27.                  | 1.                 |                            |                      |                             |                                     |                  |                   |                 |
| 28.            | 2.               | Super Stars                       | Szupersztárok                                      | Andy Gonsalves és Bob Camp                                               | Andy Gonsalves, Jacob Fleisher és Miggs Perez         | 2023. november 6.  | 2024. március 13.    | 2024. május 15.    |                            |                      |                             |                                     |                  |                   |                 |
| 28.            | 2.               | Now Museum, Now You Don't         | Éjszaka a múzeumban                                | Mike Pelensky és Tim Prendergast                                         | Dave Tennant, Gabe Del Valle és Mike Pelensky         | 2023. november 7.  | 2024. március 14.    | 2024. május 16.    |                            |                      |                             |                                     |                  |                   |                 |
| 29.            | 3.               | 10 and 1 Toilets                  | 11 kisbüdi                                         | Nora Meek és Brett Varon                                                 | Jacob Fleisher, Zoë Moss és Nora Meek                 | 2023. november 8.  | 2024. március 15.    | 2024. május 17.    |                            |                      |                             |                                     |                  |                   |                 |
| 29.            | 3.               | Family Plotz                      | Haláli kirándulás                                  | Stephen Herczeg és Bob Camp                                              | Dave Tennant, Charlie Jackson és Stephen Herczeg      | 2023. november 9.  | 2024. március 18.    | 2024. május 20.    |                            |                      |                             |                                     |                  |                   |                 |
| 30.            | 4.               | The Wrath of Shmandor             | Smandor haragja                                    | Miggs Perez és Tim Prendergast                                           | Jacob Fleisher, Andy Gonsalves és Miggs Perez         | 2023. november 13. | 2024. március 19.    | 2024. május 21.    |                            |                      |                             |                                     |                  |                   |                 |
| 30.            | 4.               | There Goes the Neighborhood       | Búcsú a szomszédságtól                             | Mike Pelensky és Brett Varon                                             | Dave Tennant, Gabe Del Valle és Mike Pelensky         | 2023. november 14. | 2024. március 20.    | 2024. május 22.    |                            |                      |                             |                                     |                  |                   |                 |
| 31.            | 5.               | Movie Stars                       | Filmcsillagok                                      | Nora Meek és Bob Camp                                                    | Zoë Moss, Dave Tennant és Nora Meek                   | 2023. november 15. | 2024. március 21.    | 2024. május 23.    |                            |                      |                             |                                     |                  |                   |                 |
| 31.            | 5.               | Dr. Smart Science                 | Dr. Okostojás                                      | Stephen Herczeg és Tim Prendergast                                       | Jacob Fleisher, Charlie Jackson és Stephen Herczeg    | 2023. november 16. | 2024. március 22.    | 2024. május 24.    |                            |                      |                             |                                     |                  |                   |                 |
| 32.            | 6.               | The Commode Episode               | Mosdószünet                                        | Brett Varon, Miggs Perez és Andy Gonsalves                               | Kaz, Andy Gonsalves és Miggs Perez                    | 2024. február 13.  | 2024. szeptember 23. | 2024. december 16. |                            |                      |                             |                                     |                  |                   |                 |
| 32.            | 6.               | Tying the Klop-Knot               | Csillagesküvő                                      | Bob Camp, Mike Pelensky és Gabe Del Valle                                | Ben Kurzrock, Gabe Del Valle és Mike Pelensky         | 2024. február 15.  | 2024. szeptember 23. | 2024. december 17. |                            |                      |                             |                                     |                  |                   |                 |
| 33.            | 7.               | Chum Bucket List                  | Szutykos bakancslista                              | Tim Prendergast, Nora Meek és Zoë Moss                                   | Zoë Moss, Nora Meek és Dave Tennant                   | 2024. február 21.  | 2024. szeptember 24. | 2024. december 18. |                            |                      |                             |                                     |                  |                   |                 |
| 33.            | 7.               | Big Baby Patrick                  | A nagy baba                                        | Stephen Herczeg, Charlie Jackson és Brett Varon                          | Brett Varon, Stephen Herczeg és Charlie Jackson       | 2024. február 22.  | 2024. szeptember 24. | 2024. december 19. |                            |                      |                             |                                     |                  |                   |                 |
| 34.            | 8.               | Is There a Director in the House? | Hol a rendező?                                     | Bob Camp, Miggs Perez és Andy Gonsalves                                  | Dave Tennant, Andy Gonsalves és Miggs Perez           | 2024. február 27.  | 2024. szeptember 25. | 2024. december 20. |                            |                      |                             |                                     |                  |                   |                 |
| 34.            | 8.               | Star Cruise                       | Tengerre, csillag!                                 | Tim Prendergast, Mike Pelensky és Gabe Del Valle                         | Jacob Fleisher, Gabe Del Valle és Mike Pelensky       | 2024. február 28.  | 2024. szeptember 25. | 2024. december 23. |                            |                      |                             |                                     |                  |                   |                 |
| 35.            | 9.               | Best Served Cold                  | Hideg bosszú                                       | Brett Varon, Nora Meek és Zoë Moss                                       | Dave Tennant, Zoë Moss és Nora Meek                   | 2024. február 29.  | 2024. szeptember 26. | 2024. december 24. |                            |                      |                             |                                     |                  |                   |                 |
| 35.            | 9.               | Tattoo Hullabaloo                 | Tutkó tetkó                                        | Bob Camp, Stephen Herczeg és Charlie Jackson                             | Jacob Fleisher, Charlie Jackson és Stephen Herczeg    | 2024. május 20.    | 2024. szeptember 26. | 2024. december 25. |                            |                      |                             |                                     |                  |                   |                 |
| 36.            | 10.              | Too Many Patricks                 | Patrikból is megárt a sok                          | Tim Prendergast                                                          | Dave Tennant és Aaron Springer                        | 2024. május 20.    | 2024. szeptember 27. | 2024. december 26. |                            |                      |                             |                                     |                  |                   |                 |
| 36.            | 10.              | Much Tofu About Nothing           | Sok tofu semmiért                                  | Brett Varon, Miggs Perez és Andy Gonsalves                               | Jacob Fleisher, Andy Gonsalves és Miggs Perez         | 2024. május 21.    | 2024. szeptember 27. | 2024. december 27. |                            |                      |                             |                                     |                  |                   |                 |
| 37.            | 11.              | Face/Off Model                    | Off model Patrik                                   | Bob Camp, Mike Pelensky és Gabe Del Valle                                | Dave Tennant, Gabe Del Valle és Mike Pelensky         | 2024. május 22.    | 2024. szeptember 30. | 2025. január 24.   |                            |                      |                             |                                     |                  |                   |                 |
| 37.            | 11.              | 5 Star Restaurant                 | 5 csillagos étterem                                | Tim Prendergast, Mike Dougherty, Erik Lechtenberg, Nora Meek és Zoë Moss | Mike Dougherty, Jacob Fleisher, Zoë Moss és Nora Meek | 2024. május 23.    | 2024. szeptember 30. | 2025. január 27.   |                            |                      |                             |                                     |                  |                   |                 |
| 38.            | 12.              | At Home, On the Lam               | A szökevény                                        | Brett Varon, Stephen Herczeg és Charlie Jackson                          | Dave Tennant, Charlie Jackson és Stephen Herczeg      | 2024. július 22.   | 2024. október 1.     | 2025. január 29.   |                            |                      |                             |                                     |                  |                   |                 |
| 38.            | 12.              | Pick Patrick's Path               | Szavazzunk!                                        | Bob Camp, Miggs Perez és Andy Gonsalves                                  | Jacob Fleisher, Andy Gonsalves és Miggs Perez         | 2024. július 23.   | 2024. október 1.     | 2025. január 28.   |                            |                      |                             |                                     |                  |                   |                 |
| 39.            | 13.              | Time to Eat                       | Kajaidő                                            | Tim Prendergast, Mike Pelensky és Gabe Del Valle                         | Dave Tennant, Gabe Del Valle és Mike Pelensky         | 2024. július 24.   | 2024. október 2.     | 2025. január 30.   |                            |                      |                             |                                     |                  |                   |                 |
| 39.            | 13.              | Cleanin' House                    | Nagyon nagy takarítás                              | Brett Varon, Nora Meek és Zoë Moss                                       | Dave Tennant, Zoë Moss és Nora Meek                   | 2024. július 25.   | 2024. október 2.     | 2025. január 31.   |                            |                      |                             |                                     |                  |                   |                 |

### 3. évad (2024)
| #                           | #                              | Eredeti cím                                    | Magyar cím                                    | Rendező                                                                  | Író                                                | Eredeti premier     | Magyar premier      | Magyar premier    |                |              |                                              |                                         |                  |                  |                   |
| --------------------------- | ------------------------------ | ---------------------------------------------- | --------------------------------------------- | ------------------------------------------------------------------------ | -------------------------------------------------- | ------------------- | ------------------- | ----------------- | -------------- | ------------ | -------------------------------------------- | --------------------------------------- | ---------------- | ---------------- | ----------------- |
| #                           | #                              | Eredeti cím                                    | Magyar cím                                    | Rendező                                                                  | Író                                                | Eredeti premier     | 40.                 | 1.                | The Fun Bucket | Fincsi vödör | Bob Camp, Stephen Herczeg és Charlie Jackson | Kaz, Charlie Jackson és Stephen Herczeg | 2024. július 29. | 2024. október 3. | 2025. február 10. |
| The Patrick Show After Dark | Csillag Patrik későesti műsora | Tim Prendergast, Miggs Perez és Andy Gonsalves | Jacob Fleisher, Andy Gonsalves és Miggs Perez | 2024. július 30.                                                         |                                                    |                     | 40.                 | 1.                |                |              |                                              |                                         |                  | 2024. október 3. | 2025. február 10. |
| 41.                         | 2.                             | Chopping Spree                                 | Bevásárló hadjárat                            | Brett Varon, Mike Pelensky és Gabe Del Valle                             | Dave Tennant, Gabe Del Valle és Mike Pelensky      | 2024. július 31.    | 2024. október 4.    | 2025. február 11. |                |              |                                              |                                         |                  |                  |                   |
| 41.                         | 2.                             | All Bot Myself                                 | Bot csinálta robot                            | Bob Camp, Nora Meek és Zoë Moss                                          | Jacob Fleisher, Zoë Moss és Nora Meek              | 2024. augusztus 1.  | 2024. október 4.    | 2025. február 11. |                |              |                                              |                                         |                  |                  |                   |
| 42.                         | 3.                             | Star-Robics                                    | Tornász csillagok                             | Tim Prendergast, Stephen Herczeg és Charlie Jackson                      | Ben Kurzrock, Charlie Jackson és Stephen Herczeg   | 2024. augusztus 5.  | 2024. december 2.   | 2025. február 12. |                |              |                                              |                                         |                  |                  |                   |
| 42.                         | 3.                             | Who's the Dummy Now?                           | Bábu vagy                                     | Brett Varon, Miggs Perez és Andy Gonsalves                               | Kaz, Andy Gonsalves és Miggs Perez                 | 2024. augusztus 6.  | 2024. december 3.   | 2025. február 12. |                |              |                                              |                                         |                  |                  |                   |
| 43.                         | 4.                             | The Patrick Show Land                          | Patrik élményparkja                           | Bob Camp, Mike Pelensky és Gabe Del Valle                                | Jacob Fleisher, Gabe Del Valle és Mike Pelensky    | 2024. augusztus 7.  | 2024. december 4.   | 2025. február 13. |                |              |                                              |                                         |                  |                  |                   |
| 43.                         | 4.                             | Legend of the Lost Bathroom                    | Az elveszett mosdó legendája                  | Tim Prendergast, Nora Meek, Michael Moloney és Zoë Moss                  | Jacob Fleisher, Zoë Moss és Nora Meek              | 2024. augusztus 8.  | 2024. december 5.   | 2025. február 13. |                |              |                                              |                                         |                  |                  |                   |
| 44.                         | 5.                             | Driven to Drive                                | Megvezetve                                    | Brett Varon, Stephen Herczeg és Charlie Jackson                          | Dave Tennant, Charlie Jackson és Stephen Herczeg   | 2024. augusztus 19. | 2024. december 6.   | 2025. február 17. |                |              |                                              |                                         |                  |                  |                   |
| 44.                         | 5.                             | A Patty in Time                                | Tortaburger                                   | Bob Camp, Miggs Perez és Andy Gonsalves                                  | Kaz, Andy Gonsalves és Miggs Perez                 | 2024. augusztus 20. | 2024. december 9.   | 2025. február 14. |                |              |                                              |                                         |                  |                  |                   |
| 45.                         | 6.                             | Pat-per Route                                  | Mi újság?                                     | Tim Prendergast, Mike Pelensky és Gabe Del Valle                         | Jacob Fleisher, Gabe Del Valle és Mike Pelensky    | 2024. augusztus 21. | 2024. december 10.  | 2025. február 19. |                |              |                                              |                                         |                  |                  |                   |
| 45.                         | 6.                             | Day of the Dartfish                            | Nyílhalék egy napja                           | Brett Varon és Myke Chilian                                              | Myke Chilian és Dave Tennant                       | 2024. augusztus 22. | 2024. december 11.  | 2025. február 18. |                |              |                                              |                                         |                  |                  |                   |
| 46.                         | 7.                             | Something Stupid This Way Comes                | TBA                                           | Bob Camp, Tim Prendergrast, Miggs Perez és Andy Gonsalves                | Jacob Fleisher, Andy Gonsalves és Miggs Perez      | 2024. október 14.   | TBA                 | TBA               |                |              |                                              |                                         |                  |                  |                   |
| 47.                         | 8.                             | Thanks But No Thanksgiving                     | Hálátlan hálaadás                             | Brett Varon, Mike Pelensky és Gabe Del Valle                             | Dave Tennant, Gabe Del Valle és Mike Pelensky      | 2024. november 25.  | 2025. augusztus 30. | TBA               |                |              |                                              |                                         |                  |                  |                   |
| 48.                         | 9.                             | Squidina’s Holidaze Special                    | Szépia ünnepi különkiadása                    | Bob Camp, Tim Prendergrast, Stephen Herczeg és Charlie Jackson           | Dave Tennant, Charlie Jackson és Stephen Herczeg   | 2024. december 2.   | 2025. augusztus 31. | TBA               |                |              |                                              |                                         |                  |                  |                   |
| 49.                         | 10.                            | Patty-Poo                                      | Pati-maci                                     | Bob Camp, Nora Meek és Zoë Moss                                          | Dave Tennant, Zoë Moss és Nora Meek                | 2024. december 4.   | 2024. december 12.  | 2025. február 20. |                |              |                                              |                                         |                  |                  |                   |
| 49.                         | 10.                            | Swaptoberfest                                  | Cserebere péntek                              | Tim Prendergast, Stephen Herczeg és Charlie Jackson                      | Jacob Fleisher, Charlie Jackson és Stephen Herczeg | 2024. december 6.   | 2024. december 13.  | 2025. február 21. |                |              |                                              |                                         |                  |                  |                   |
| 50.                         | 11.                            | Patrickle Jokes                                | Humorzsák                                     | Brett Varon, Miggs Perez és Andy Gonsalves                               | Dave Tennant, Andy Gonsalves, and Miggs Perez      | 2024. december 10.  | 2025. április 14.   | 2025. június 2.   |                |              |                                              |                                         |                  |                  |                   |
| 50.                         | 11.                            | Pat Roast                                      | Roast Patrikkal                               | Bob Camp, Mike Pelensky és Gabe Del Valle                                | Gabe Del Valle és Mike Pelensky                    | 2024. december 12.  | 2025. április 14.   | 2025. június 3.   |                |              |                                              |                                         |                  |                  |                   |
| 51.                         | 12.                            | All Out of Idea Bricks                         | Ötletem sincs                                 | Tim Prendergast, Nora Meek, Mike Dougherty, Michael Moloney és Zoë Moss  | Dave Tennant, Zoë Moss and Nora Meek               | 2024. december 16.  | 2025. április 15.   | 2025. június 4.   |                |              |                                              |                                         |                  |                  |                   |
| 51.                         | 12.                            | A Fool Schooled                                | Egy jól nevelt csillag                        | Brett Varon, Stephen Herczeg és Charlie Jackson                          | Kaz, Charlie Jackson és Stephen Herczeg            | 2024. december 18.  | 2025. április 16.   | 2025. június 5.   |                |              |                                              |                                         |                  |                  |                   |
| 52.                         | 13.                            | Get Ouch                                       | Sünitlenség                                   | Tim Prendergast, Nora Meek, Michael Moloney, Eddie Trigueros és Zoë Moss | Jacob Fleisher, Zoë Moss és Nora Meek              | 2024. december 20.  | 2025. április 17.   | 2025. június 6.   |                |              |                                              |                                         |                  |                  |                   |
| 52.                         | 13.                            | Day of the Living Dad Joke                     | Az apaviccek éjszakája                        | Brett Varon, Miggs Perez és Andy Gonsalves                               | Kaz, Andy Gonsalves és Miggs Perez                 | 2024. december 24.  | 2025. április 18.   | 2025. június 6.   |                |              |                                              |                                         |                  |                  |                   |

### 4. évad (2025)
| #                     | #             | Eredeti cím                              | Magyar cím                                   | Rendező                                         | Író                                              | Eredeti premier   | Magyar premier   | Magyar premier       |              |                |                                              |                                                     |                   |                  |                      |
| --------------------- | ------------- | ---------------------------------------- | -------------------------------------------- | ----------------------------------------------- | ------------------------------------------------ | ----------------- | ---------------- | -------------------- | ------------ | -------------- | -------------------------------------------- | --------------------------------------------------- | ----------------- | ---------------- | -------------------- |
| #                     | #             | Eredeti cím                              | Magyar cím                                   | Rendező                                         | Író                                              | Eredeti premier   | 53.              | 1.                   | Sitcom Stars | Sitcom sztárok | Brett Varon, Mike Pelensky és Gabe Del Valle | Jacob Fleisher, Gabe Del Valle és and Mike Pelensky | 2025. március 21. | 2025. június 30. | 2025. szeptember 22. |
| The Show Must Go Yawn | Szépia bukása | Bob Camp, Casey Alexander és Trey Chavez | Casey Alexander, Trey Chavez és Dave Tennant | 2025. szeptember 23.                            |                                                  |                   | 53.              | 1.                   |              |                |                                              |                                                     | 2025. március 21. | 2025. június 30. |                      |
| 54.                   | 2.            | The Dated Game                           | A randi show                                 | Tim Prendergast, Miggs Perez és Andy Gonsalves  | Jacob Fleisher, Andy Gonsalves és Miggs Perez    | 2025. március 28. | 2025. július 1.  | 2025. szeptember 24. |              |                |                                              |                                                     |                   |                  |                      |
| 54.                   | 2.            | Ice Cream Headache                       | Agyfagyás                                    | Brett Varon, Stephen Herczeg és Charlie Jackson | Dave Tennant, Charlie Jackson és Stephen Herczeg | 2025. március 28. | 2025. július 2.  | 2025. szeptember 25. |              |                |                                              |                                                     |                   |                  |                      |
| 55.                   | 3.            | A Tinkle in Time                         | Büdi, az időutazó                            | Bob Camp, Mike Pelensky és Gabe Del Valle       | Jacob Fleisher, Gabe Del Valle and Mike Pelensky | 2025. április 11. | 2025. július 3.  | 2025. szeptember 26. |              |                |                                              |                                                     |                   |                  |                      |
| 55.                   | 3.            | TV or Not TV                             | Nézni, vagy nem nézni                        | Tim Prendergast                                 | Dave Tennant, Casey Alexander és Trey Chavez     | 2025. április 11. | 2025. július 4.  | 2025. szeptember 29. |              |                |                                              |                                                     |                   |                  |                      |
| 56.                   | 4.            | Two Pests in a Teapot                    | Tintás nagyi puszija                         | Brett Varon, Miggs Perez és Andy Gonsalves      | Jacob Fleisher, Andy Gonsalves és Miggs Perez    | 2025. április 18. | 2025. július 7.  | 2025. szeptember 30. |              |                |                                              |                                                     |                   |                  |                      |
| 56.                   | 4.            | Partial Recall                           | Amnézia                                      | Bob Camp, Stephen Herczeg és Charlie Jackson    | Dave Tennant, Charlie Jackson és Stephen Herczeg | 2025. április 18. | 2025. július 8.  | TBA                  |              |                |                                              |                                                     |                   |                  |                      |
| 57.                   | 5.            | The Haunting of Flim-Flam House          | A simlis ház kísértete                       | Brett Varon, Mike Pelensky és Gabe Del Valle    | Dave Tennant, Gabe Del Valle és Mike Pelensky    | 2025. április 25. | 2025. július 9.  | TBA                  |              |                |                                              |                                                     |                   |                  |                      |
| 57.                   | 5.            | Rube Tube                                | Rube Tube                                    | Tim Prendergast                                 | Jacob Fleisher, Casey Alexander és Trey Chavez   | 2025. április 25. | 2025. július 10. | TBA                  |              |                |                                              |                                                     |                   |                  |                      |